# Dennis Rodman
Dennis Keith Rodman (Trenton, New Jersey, 13 mei 1961) is een voormalig Amerikaans basketbalspeler uit de NBA. Na zijn basketbalcarrière bleef hij bekend als presentator, acteur, ondernemer en controversiële mediapersoonlijkheid.

## Biografie
Als kind was Rodman tamelijk klein maar op het einde van zijn puberteit ondervond hij een forse groeispurt. Hij werd in 1986 gekozen als 27e in de tweede ronde van de NBA draft door de Detroit Pistons. Hij speelde zeven seizoenen voor de Pistons en won met hen twee keer het NBA-kampioenschap. Hij werd in 1993 geruild samen met Isaiah Morris en twee draftpicks naar de San Antonio Spurs voor Sean Elliott, David Wood en een draftpick. Na twee seizoenen werd hij geruild voor Will Perdue naar de Chicago Bulls. Met de Bulls won hij nog driemaal de NBA voordat zijn contract in januari 1999 werd ontbonden. Hij tekende daarna nog bij de Los Angeles Lakers en Dallas Mavericks maar speelde nooit voor hen.
Na zijn NBA-carrière speelde hij drie jaar niet en keerde in 2003 terug naar het basketbal. Hij speelde daarna voor Long Beach Jam, het Mexicaanse Fuerza Regia de Monterrey, Orange County Crush, het Finse Torpan Pojat, het Mexicaanse Tijuana Dragons en het Britse Brighton Bears. Hij was na zijn spelerscarrière nog twee keer assistent-coach.
Al tijdens zijn sportcarrière waagde Rodman zich aan allerlei andere uitdagingen. In 1996 had Rodman een eigen televisieprogramma op MTV: The Rodman World Tour waarin hij verschillende gasten interviewde vanuit zijn eigen bed. Ook deed hij enige tijd aan professioneel worstelen. Op 13 juli 1997 vormde hij een team met Hulk Hogan en worstelden ze tegen Lex Luger en Paul Wight, ook bekend als 'The Giant' en later als 'The Big Show'. Ook werd hij na zijn carrière acteur. Zo was hij te zien in Double Team met Jean-Claude Van Damme.

## Persoonlijk
Het privéleven van Rodman wordt geregeld in de media uitgemeten. Hij bezit verschillende nachtclubs en was getrouwd met glamourmodel Carmen Electra. Hun huwelijk was geen lang leven beschoren: het koppel ging na acht dagen uit elkaar. Rodman viel ook op door zijn vele tatoeages en piercings.
Ook zijn vriendschap met de Noord-Koreaanse dictator Kim Jong-il en diens zoon en opvolger Kim Jong-un kwam uitgebreid in het nieuws. Hij bezocht Noord-Korea ook meermaals en kwam daarbij prominent in beeld.

## Erelijst
- NBA-kampioen: 1989, 1990, 1996, 1997, 1998
- All-NBA Third Team: 1992, 1995
- NBA All-Star Team: 1990, 1992
- NBA Defensive Player of the Year Award: 1990, 1991
- NBA All-Defensive First Team: 1989, 1990, 1991, 1992, 1993, 1995, 1996
- NBA All-Defensive Second Team: 1994
- IBM Award: 1992
- NBA 75th Anniversary Team
- Nummer 10 teruggetrokken door de Detroit Pistons
- Basketball Hall of Fame: 2011
- Michigan Sports Hall of Fame: 2017

## Statistieken

### Reguliere Seizoen
| Seizoen      | Team               | WG  | WS  | MPW  | 2P%  | 3P%  | FW%  | RPW  | APW | SPW | BPW | PPW  |
| ------------ | ------------------ | --- | --- | ---- | ---- | ---- | ---- | ---- | --- | --- | --- | ---- |
| 1986/87      | Detroit Pistons    | 77  | 1   | 15,0 | 54,5 | 0,0  | 58,7 | 4,3  | 0,7 | 0,5 | 0,6 | 6,5  |
| 1987/88      | Detroit Pistons    | 82  | 32  | 26,2 | 56,1 | 29,4 | 53,5 | 8,7  | 1,3 | 0,9 | 0,5 | 11,6 |
| 1988/89      | Detroit Pistons    | 82  | 8   | 26,9 | 59,5 | 23,1 | 62,6 | 9,4  | 1,2 | 0,7 | 0,9 | 9,0  |
| 1989/90      | Detroit Pistons    | 82  | 43  | 29,0 | 58,1 | 11,1 | 65,4 | 9,7  | 0,9 | 0,6 | 0,7 | 8,8  |
| 1990/91      | Detroit Pistons    | 82  | 77  | 33,5 | 49,3 | 20,0 | 63,1 | 12,5 | 1,0 | 0,8 | 0,7 | 8,2  |
| 1991/92      | Detroit Pistons    | 82  | 80  | 40,3 | 53,9 | 31,7 | 60,0 | 18,7 | 2,3 | 0,8 | 0,9 | 9,8  |
| 1992/93      | Detroit Pistons    | 62  | 55  | 38,9 | 42,7 | 20,5 | 53,4 | 18,3 | 1,6 | 0,8 | 0,7 | 7,5  |
| 1993/94      | San Antonio Spurs  | 79  | 51  | 37,8 | 53,4 | 20,8 | 52,0 | 17,3 | 2,3 | 0,7 | 0,4 | 4,7  |
| 1994/95      | San Antonio Spurs  | 49  | 26  | 32,0 | 57,1 | 0,0  | 67,6 | 16,8 | 2,0 | 0,6 | 0,5 | 7,1  |
| 1995/96      | Chicago Bulls      | 64  | 57  | 32,6 | 48,0 | 11,1 | 52,8 | 14,9 | 2,5 | 0,6 | 0,4 | 5,5  |
| 1996/97      | Chicago Bulls      | 55  | 54  | 35,4 | 44,8 | 26,3 | 56,8 | 16,1 | 3,1 | 0,6 | 0,3 | 5,7  |
| 1997/98      | Chicago Bulls      | 80  | 66  | 35,7 | 43,1 | 17,4 | 55,0 | 15,0 | 2,9 | 0,6 | 0,2 | 4,7  |
| 1998/99      | Los Angeles Lakers | 23  | 11  | 28,6 | 34,8 | 0,0  | 43,6 | 11,2 | 1,3 | 0,4 | 0,5 | 2,1  |
| 1999/00      | Dallas Mavericks   | 12  | 12  | 32,4 | 38,7 | 0,0  | 71,4 | 14,3 | 1,2 | 0,2 | 0,1 | 2,8  |
| Carrière     | Carrière           | 911 | 573 | 31,7 | 52,1 | 23,1 | 58,4 | 13,1 | 1,8 | 0,7 | 0,6 | 7,37 |
| NBA All-Star | NBA All-Star       | 2   | 0   | 18,0 | 36,4 | —    | —    | 8,5  | 0,5 | 0,5 | 0,5 | 4,0  |

### Play-offs
| Seizoen  | Team              | WG  | WS | MPW  | 2P%  | 3P%  | FW%  | RPW  | APW | SPW | BPW | PPW |
| -------- | ----------------- | --- | -- | ---- | ---- | ---- | ---- | ---- | --- | --- | --- | --- |
| 1986/87  | Detroit Pistons   | 15  | 0  | 16,3 | 54,1 | —    | 56,3 | 4,7  | 0,2 | 0,4 | 1,1 | 6,5 |
| 1987/88  | Detroit Pistons   | 23  | 0  | 20,6 | 52,2 | 0,0  | 40,7 | 5,9  | 0,9 | 0,6 | 0,6 | 7,1 |
| 1988/89  | Detroit Pistons   | 17  | 0  | 24,1 | 52,9 | 0,0  | 68,6 | 10,0 | 0,9 | 0,4 | 0,7 | 5,8 |
| 1989/90  | Detroit Pistons   | 19  | 17 | 29,5 | 56,8 | —    | 51,4 | 8,5  | 0,9 | 0,5 | 0,7 | 6,6 |
| 1990/91  | Detroit Pistons   | 15  | 14 | 33,0 | 45,1 | 22,2 | 41,7 | 11,8 | 0,9 | 0,7 | 0,7 | 6,3 |
| 1991/92  | Detroit Pistons   | 5   | 5  | 31,2 | 59,3 | 0,0  | 50,0 | 10,2 | 1,8 | 0,8 | 0,4 | 7,2 |
| 1993/94  | San Antonio Spurs | 3   | 3  | 38,0 | 50,0 | 0,0  | 16,7 | 16,0 | 0,7 | 2,0 | 1,3 | 8,3 |
| 1994/95  | San Antonio Spurs | 14  | 12 | 32,8 | 54,2 | 0,0  | 57,1 | 14,8 | 1,3 | 0,9 | 0,0 | 8,9 |
| 1995/96  | Chicago Bulls     | 18  | 15 | 34,4 | 48,5 | —    | 59,3 | 13,7 | 2,1 | 0,8 | 0,4 | 7,5 |
| 1996/97  | Chicago Bulls     | 19  | 14 | 28,2 | 37,0 | 25,0 | 57,7 | 8,4  | 1,4 | 0,5 | 0,2 | 4,2 |
| 1997/98  | Chicago Bulls     | 21  | 9  | 34,4 | 37,1 | 25,0 | 60,5 | 11,8 | 2,0 | 0,7 | 0,6 | 4,9 |
| Carrière | Carrière          | 169 | 89 | 28,3 | 49,0 | 14,9 | 54,0 | 9,9  | 1,2 | 0,6 | 0,6 | 6,4 |

4 Dumars · 
10 Rodman · 
11 Thomas · 
15 Johnson · 
22 Salley · 
23 Aguirre · 
24 Williams · 
25 Long · 
34 Dembo · 
40 Laimbeer · 
44 Mahorn · 
53 Edwards · 
Coach Daly
00 Bedford · 
4 Dumars · 
10 Rodman · 
11 Thomas · 
12 Henderson · 
15 Johnson · 
22 Salley · 
23 Aguirre · 
33 Greenwood · 
35 Hastings · 
40 Laimbeer · 
53 Edwards · 
Coach Daly
0 Brown · 
7 Kukoč · 
8 Simpkins · 
9 Harper · 
13 Longley · 
22 Salley · 
23 Jordan · 
25 Kerr · 
30 Buechler · 
33 Pippen · 
34 Wennington · 
35 Caffey · 
53 Edwards · 
54 Haley · 
91 Rodman · 
Coach Jackson
00 Parish · 
1 Brown · 
7 Kukoč · 
8 Simpkins · 
9 Harper · 
13 Longley · 
18 Williams · 
23 Jordan · 
25 Kerr · 
30 Buechler · 
33 Pippen · 
34 Wennington · 
35 Caffey · 
91 Rodman · 
Coach Jackson
1 Brown · 
5 LaRue · 
7 Kukoč · 
8 Simpkins · 
9 Harper · 
13 Longley · 
22 Booth · 
23 Jordan · 
24 Burrell · 
25 Kerr · 
30 Buechler · 
33 Pippen · 
34 Wennington · 
35 Kleine · 
91 Rodman · 
Coach Jackson